# Marc-Edouard Vlasic
Marc-Edouard Vlasic (* 30. března 1987, Montréal, Québec, Kanada) je kanadský hokejový obránce hrající v týmu San Jose Sharks v severoamerické (NHL). Marc-Edouard Vlasic pomohl kanadskému národnímu týmu k vítězství na Zimních olympijských hrách 2014 v Soči.

## Klubové statistiky
| Sezona      | Klub             | Soutěž      | Základní část | Základní část | Základní část | Základní část | Základní část | Play off | Play off | Play off | Play off | Play off |
| Sezona      | Klub             | Soutěž      | Z             | G             | A             | B             | TM            | Z        | G        | A        | B        | TM       |
| ----------- | ---------------- | ----------- | ------------- | ------------- | ------------- | ------------- | ------------- | -------- | -------- | -------- | -------- | -------- |
| 2003–04     | Quebec Remparts  | QMJHL       | 41            | 1             | 9             | 10            | 4             | 5        | 0        | 1        | 1        | 0        |
| 2004–05     | Quebec Remparts  | QMJHL       | 70            | 5             | 25            | 30            | 33            | 13       | 2        | 7        | 9        | 2        |
| 2005–06     | Quebec Remparts  | QMJHL       | 66            | 16            | 57            | 73            | 57            | 23       | 5        | 24       | 29       | 10       |
| 2006–07     | San Jose Sharks  | NHL         | 81            | 3             | 23            | 26            | 18            | 11       | 0        | 1        | 1        | 2        |
| 2007–08     | San Jose Sharks  | NHL         | 82            | 2             | 12            | 14            | 24            | 13       | 0        | 1        | 1        | 0        |
| 2007–08     | Worcester Sharks | AHL         | 1             | 0             | 2             | 2             | 0             | —        | —        | —        | —        | —        |
| 2008–09     | San Jose Sharks  | NHL         | 82            | 6             | 30            | 36            | 42            | 6        | 0        | 1        | 1        | 0        |
| 2009–10     | San Jose Sharks  | NHL         | 64            | 3             | 13            | 16            | 33            | 15       | 0        | 3        | 3        | 4        |
| 2010–11     | San Jose Sharks  | NHL         | 80            | 4             | 14            | 18            | 18            | 18       | 0        | 3        | 3        | 4        |
| 2011–12     | San Jose Sharks  | NHL         | 82            | 4             | 19            | 23            | 40            | 5        | 0        | 0        | 0        | 2        |
| 2012–13     | San Jose Sharks  | NHL         | 48            | 3             | 4             | 7             | 29            | 11       | 1        | 1        | 2        | 6        |
| 2013–14     | San Jose Sharks  | NHL         | 81            | 5             | 19            | 24            | 38            | 5        | 1        | 2        | 3        | 0        |
| 2014–15     | San Jose Sharks  | NHL         | 70            | 9             | 14            | 23            | 23            | —        | —        | —        | —        | —        |
| 2015–16     | San Jose Sharks  | NHL         | 67            | 8             | 31            | 39            | 48            | 23       | 1        | 11       | 12       | 12       |
| 2016–17     | San Jose Sharks  | NHL         | 75            | 6             | 22            | 28            | 35            | 6        | 0        | 3        | 3        | 2        |
| 2017–18     | San Jose Sharks  | NHL         | 81            | 11            | 21            | 32            | 34            | 10       | 0        | 2        | 2        | 6        |
| 2018–19     | San Jose Sharks  | NHL         | 72            | 3             | 22            | 25            | 10            | 18       | 3        | 5        | 8        | 4        |
| 2019–20     | San Jose Sharks  | NHL         | 70            | 5             | 10            | 15            | 10            | —        | —        | —        | —        | —        |
| 2020–21     | San Jose Sharks  | NHL         | 51            | 1             | 5             | 6             | 8             | —        | —        | —        | —        | —        |
| 2021–22     | San Jose Sharks  | NHL         | 75            | 3             | 11            | 14            | 18            | —        | —        | —        | —        | —        |
| 2022–23     | San Jose Sharks  | NHL         | 78            | 1             | 17            | 18            | 16            | —        | —        | —        | —        | —        |
| 2023–24     | San Jose Sharks  | NHL         | 57            | 6             | 6             | 12            | 26            | —        | —        | —        | —        | —        |
| NHL celkově | NHL celkově      | NHL celkově | 1296          | 83            | 293           | 376           | 470           | 142      | 6        | 33       | 39       | 42       |

### Reprezentační statistiky
| 2009          | Kanada        | MS            | 5  | 0 | 0 | 0 | 4 | Stříbrná medaile |
| 2012          | Kanada        | MS            | 2  | 0 | 0 | 0 | 0 | 5. místo         |
| 2014          | Kanada        | ZOH           | 6  | 0 | 0 | 0 | 0 | Zlatá medaile    |
| 2016          | Kanada        | SP            | 6  | 0 | 4 | 4 | 0 | Zlatá medaile    |
| 2017          | Kanada        | MS            | 10 | 1 | 1 | 2 | 2 | Stříbrná medaile |
| 2018          | Kanada        | MS            | 6  | 1 | 0 | 1 | 0 | 4. místo         |
| Senior celkem | Senior celkem | Senior celkem | 35 | 2 | 5 | 7 | 6 |                  |